# I-58
I-58 era un sommergibile giapponese appartenente alla classe I-54. Entrato in servizio negli ultimi mesi del 1944, fu autore dell'affondamento dell'incrociatore pesante USS Indianapolis (CA-35). Venne affondato nel 1946 a cannonate dalla USS Nereus.

## Costruzione e tecnica
La costruzione del sommergibile I-58 venne intrapresa presso il cantiere navale di Yokosuka il 26 dicembre 1942. Il battello fu varato il 30 giugno 1943, e completato il 7 settembre 1944.
L'I-58 si differenziava dal capoclasse I-54 per essere stato equipaggiato per il trasporto di 4 kaiten. Queste modifiche comportarono l'eliminazione del cannone da 140 mm sul ponte. Inoltre il sommergibile era equipaggiato con due radar: un Type 22, sistemato in cima all'hangar dell'aereo, ed un E27/Type 3 sul ponte.
Nel maggio 1945 l'unità fu ulteriormente modificata: la catapulta e l'hangar furono rimossi, ed il numero di kaiten aumentato a sei. Fu anche aggiunto uno snorkel ed il radar Type 22 fu spostato.

## Storia operativa
L'8 dicembre 1944, il sommergibile fu inquadrato nel gruppo Kongo, che aveva lo scopo di attaccare la flotta americana utilizzando i siluri umani. Di tale gruppo facevano parte, oltre al gemello I-56, anche gli I-36, I-47, I-48 ed I-53. Successivamente fu assegnato anche ad altri gruppi (Tatara, Tamon), sempre per il lancio di siluri umani. Complessivamente il battello compì 9 di queste missioni.
Tuttavia il maggior successo dell'I-58 fu l'affondamento dell'incrociatore statunitense USS Indianapolis, poco dopo la mezzanotte del 30 luglio 1945. L'attacco fu condotto da circa 1.500 metri, alle 23:26 del 29 luglio: il sommergibile lanciò una salva di sei siluri, a intervalli di due secondi, e tarati alla profondità di quattro metri. Alle 23:35 tre siluri colpirono il bersaglio. Il comandante Hashimoto, visto che la nave era ormai immobilizzata, decise di portarsi alla profondità di 30 metri, per ricaricare i tubi con calma e magari condurre un secondo attacco ma quando poco dopo tornò al periscopio, vide che la nave americana si era inabissata e decise di allontanarsi. Alle 3:00 comunicò al comando di aver affondato una nave da battaglia della classe Idaho. Due giorni dopo tentò l'attacco ad un mercantile da 9.000 tonnellate, ma non riuscì a colpirlo.
Nel settembre 1945 l'I-58 si arrese a Kure alle forze Alleate. Il sommergibile fu ufficialmente radiato il 30 novembre successivo. Il 1º aprile 1946 si concluse la sua carriera: nell'ambito dell'operazione Road's End, il sommergibile, dopo la rimozione di tutti gli equipaggiamenti ed i materiali utili, fu rimorchiato dalla nave appoggio per sottomarini USS Nereus in mare aperto e affondato a cannonate dalla nave stessa.

## Comandanti
- Mochitsura Hashimoto[1]: 7 settembre 1944 - 15 agosto 1945